# All That Money Can Buy

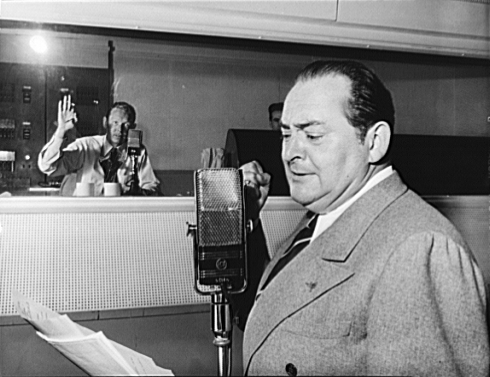
Edward Arnold, na foto em programa de rádio em 1942, especializou-se em papéis de juízes, senadores, empresários e amáveis pilantras. Apareceu em cento e cinquenta filmes. Faleceu em 1956, de aneurisma cerebral.

All That Money Can Buy é um filme estadunidense de 1941, do gênero comédia, dirigido por William Dieterle e estrelado por Edward Arnold e Walter Huston. O filme é baseado no popular conto The Devil and Daniel Webster, de Stephen Vincent Benét e foi realizado com orçamento médio, sem grandes astros. Apesar disso, fotografia, efeitos especiais e trilha sonora são louvados pela crítica.
A trilha sonora, de Bernard Herrmann, recebeu o Oscar da categoria, enquanto Walter Huston foi indicado como Melhor Ator. Huston substituiu Thomas Mitchell, que se feriu no início das filmagens.
Apesar da boa recepção crítica, o filme deu prejuízo de 53 000 dólares, em valores da época.
O filme recebeu diferentes títulos quando do relançamento de 1952 e dos lançamentos em vídeo e DVD; The Devil and Daniel Webster, A Certain Mr. Scratch, Mr. Scratch e até Here Is a Man.

## Sinopse
Jabez Stone, fazendeiro azarado, em momento de desespero diz que venderia a alma em troca de dinheiro e uma boa colheita. O diabo aparece, eles selam o acordo e o fazendeiro fica rico—mas também torna-se um tirano frio e ganancioso. Quando o diabo vem cobrar a conta, Jabez fica desesperado e pede a ajuda do maior orador e entendido em leis da região: Daniel Webster.

## Premiações
| Prêmio | Categoria                                                           | Situação          |
| ------ | ------------------------------------------------------------------- | ----------------- |
| Oscar  | Melhor Ator (Walter Huston) Melhor Trilha Sonora (Bernard Herrmann) | Indicado Vencedor |

## Elenco
| Ator/Atriz       | Personagem     |
| ---------------- | -------------- |
| Edward Arnold    | Daniel Webster |
| Walter Huston    | Senhor Scratch |
| James Craig      | Jabez Stone    |
| Jane Darwell     | Mãe de Jabez   |
| Simone Simon     | Belle          |
| Anne Shirley     | Mary Stone     |
| Gene Lockhart    | Squire Slossum |
| John Qualen      | Miser Stevens  |
| H. B. Warner     | John Hathorne  |
| Frank Conlan     | Xerife         |
| Lindy Wade       | Daniel Stone   |
| George Cleveland | Cy Bibber      |